# Pallacanestro Virtus Roma 1999-2000
Formazione della Pallacanestro Virtus Roma 1999-2000.
1999/2000
| 5  | Stati Uniti (bandiera) | Mike Iuzzolino       |
| 6  | Italia (bandiera)      | Alessandro De Pol    |
| 7  | Italia (bandiera)      | Emiliano Lucci       |
| 8  | Italia (bandiera)      | Alessandro Tonolli   |
| 9  | Italia (bandiera)      | Alberto Rossini      |
| 10 | Italia (bandiera)      | Ruggero Fiasco       |
| 11 | Italia (bandiera)      | Fabrizio Ambrassa    |
| 12 | Stati Uniti (bandiera) | Warren Kidd          |
| 13 | Italia (bandiera)      | Andrea Cessel        |
| 14 | Stati Uniti (bandiera) | Henry Williams       |
| 15 | Italia (bandiera)      | Franco Ferroni       |
|    | Italia (bandiera)      | Alessandro Scimitani |
|    | Stati Uniti (bandiera) | Stephen Johnson      |

- Allenatore: Marco Calvani (Cesare Pancotto)
- Presidente: Sergio D'Antoni